# Cười 2 (phim 2024)
Cười 2 (tên tiếng Anh: Smile 2) là bộ phim kinh dị siêu nhiên tâm lý của Hoa Kỳ được đạo diễn kiêm biên kịch bởi Parker Finn, với sự tham gia diễn xuất của dàn diễn viên chính bao gồm Kyle Gallner, Naomi Scott, Lukas Gage và Rosemarie DeWitt. Đây sẽ là phần phim hậu truyện của Cười (2022), được chuyển thể từ bộ phim ngắn Laura Hasn't Slept (2020) của Finn. Quá trình tiền kỳ của phim được bắt đầu vào tháng 4 năm 2023.
Phim được công chiếu vào ngày 18 tháng 10, 2024 và do hãng Paramount Pictures phát hành.

## Diễn viên
- Kyle Gallner thủ vai Joel[1]
- Naomi Scott
- Lukas Gage
- Rosemarie DeWitt
- Dylan Gelula
- Raúl Castillo

## Sản xuất

### Quay phim
Quá trình quay phim chính của phim được bắt đầu vào cuối tháng 1, 2024 tại Hudson Valley, New York với các địa điểm chính bao gồm Newburgh, Poughkeepsie, Wappingers Falls, Albany và Thành phối New York. Bộ phim chính thức đóng máy vào tháng 3 cùng năm.

## Phát hành
Bộ phim sẽ phát hành vào ngày 18 tháng 10, 2024 và do hãng Paramount Pictures phân phối.